# Eleccions legislatives turques de 1983

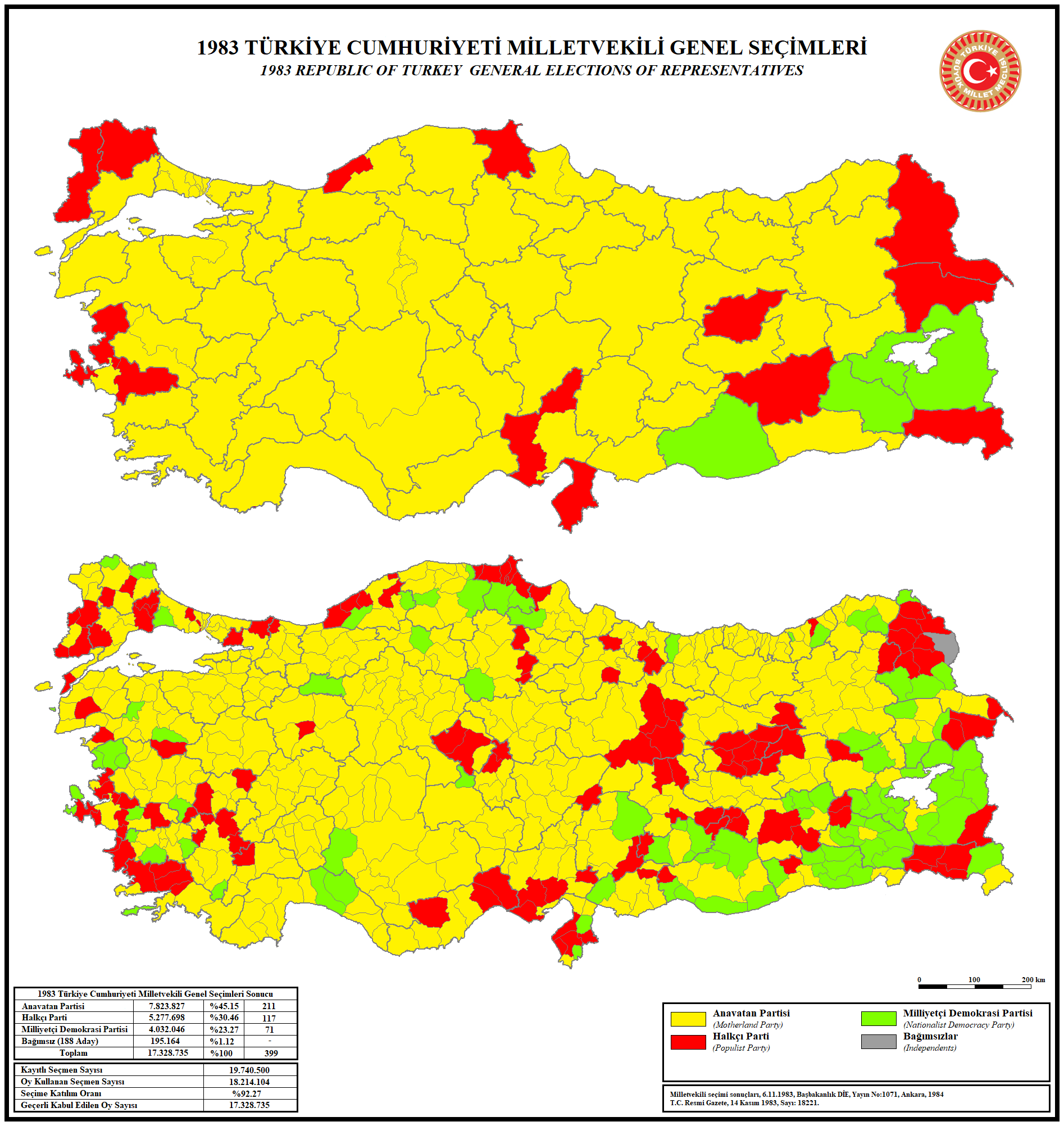

Les eleccions legislatives turques de 1983 se celebraren el 6 de novembre de 1983 per a escollit els 399 diputats de la Gran Assemblea Nacional de Turquia. Foren les primeres eleccions després del cop d'estat del 1980 a Turquia.

## Resultats
Resultats de les eleccions a l'Assemblea de Turquia de 6 de novembre de 1983.
| Partits                        | Partits                                                             | Vots       | Vots   | Vots | Escons | Escons |
| Partits                        | Partits                                                             | No.        | %      | +− % | No.    | +−     |
| ------------------------------ | ------------------------------------------------------------------- | ---------- | ------ | ---- | ------ | ------ |
|                                | Partit de la Mare Pàtria (Anavatan Partisi)                         | 7.833.148  | 45,14  | -    | 211    | -      |
|                                | Partit Populista (Halkçı Partisi)                                   | 5.285.804  | 30,46  | --   | 117    | --     |
|                                | Partit Nacionalista de la Democràcia (Milliyetçi Demokrasi Partisi) | 4.036.970  | 23,27  | --   | 71     | --     |
|                                | Independents                                                        | 195.588    | 1,13   | -    | 0      |        |
| Vots vàlids                    | Vots vàlids                                                         | 17.351.510 | 100,00 |      | 399    | 0      |
| Vots nuls                      | Vots nuls                                                           | 99.166     |        |      |        |        |
| Vots totals                    | Vots totals                                                         | 18.238.362 |        |      |        |        |
| Electorat                      | Electorat                                                           | 19.767.366 |        |      |        |        |
| Participació                   | Participació                                                        | 92,3       |        |      |        |        |
| - Fonts: electionresources.org |                                                                     |            |        |      |        |        |

## Conseqüències
El partit més votat fou el Partit de la Mare Pàtria, considerat com a successor del Partit de la Justícia de Süleyman Demirel. Es va imposar al Partit Populista, successor del Partit Republicà del Poble, i al MDP, impulsat per la junta militar poc abans de les eleccions. Turgut Özal fou nomenat primer ministre de Turquia.